# Надежда I
„Надежда I“ е квартал на град София, България, разположен в район „Надежда“, на 3,8 километра северозападно от центъра на града.
Кварталът е ограден от булевард „Ломско шосе“, улиците „Христо Силянов“ и „Хан Кубрат“ и железопътната линия „София-Драгоман“. Граничи с кварталите „Надежда III“ на северозапад, „Надежда II“ и „Лев Толстой“ на североизток, „Триъгълника-Надежда“ на юг и „Модерно предградие“ на югозапад.

## Обществена инфраструктура
На територията на квартала се намират 3-то помощно училище, 16-о ОУ „Райко Жинзифов“, 101-во СОУ „Бачо Киро“ и 8-а поликлиника.

## Улици и произход на имената им
| Път                       | Наречен на                                                              | Местоположение |
| ------------------------- | ----------------------------------------------------------------------- | -------------- |
| „23-ти декември“          | ?                                                                       | Карта          |
| „Атанас Лозанов“          | ?                                                                       | Карта          |
| „Борислав“                | „Борислав“, пиеса на Иван Вазов                                         | Карта          |
| „Вера Игнатиева“          | Вера Игнатиева (1875 – 1972), актриса                                   | Карта          |
| „Възрожденска“            | Възраждане, период в историята на България                              | Карта          |
| „Георги Войтех“           | Георги Войтех (? – 1072), аристократ                                    | Карта          |
| „Граничар“                | Гранична охрана, държавна служба                                        | Карта          |
| „Демир Капия“             | Демир Капия, град в Северна Македония                                   | Карта          |
| „Дравски бой“             | Дравска операция (март 1945), битка през Втората световна война         | Карта          |
| „Дядо Иван Добрев“        | ?                                                                       | Карта          |
| „Епископ Евгени Босилков“ | Евгений Босилков (1900 – 1952), духовник                                | Карта          |
| „Жорж Дантон“             | Жорж Дантон (1759 – 1794), френски политик                              | Карта          |
| „Илинденско въстание“     | Илинденско-Преображенско въстание (1903), въстание в Османската империя | Карта          |
| „Калотина“                | Калотина, село в Царибродско                                            | Карта          |
| „Кирил Дрангов“           | Кирил Дрангов (1901 – 1946), революционер                               | Карта          |
| „Княз Иван Кулин“         | Иван Кулин (1803 – 1870), революционер                                  | Карта          |
| „Константин Бодин“        | Константин Бодин (? – 1108), крал на Дукля                              | Карта          |
| „Ломско шосе“             | Лом, град в Северозападна България                                      | Карта          |
| „Любородие“               | Патриотизъм, обществен възглед                                          | Карта          |
| „Магнолия“                | Магнолия (Magnolia), род растения                                       | Карта          |
| „Недко Войвода“           | Недко войвода, хайдутин                                                 | Карта          |
| „Никола Котков“           | Никола Котков (1938 – 1971), футболист                                  | Карта          |
| „Република“               | Република, форма на управление                                          | Карта          |
| „Ръжана“                  | Ръжана, село в Ихтиманско                                               | Карта          |
| „Сава Филаретов“          | Сава Филаретов (1825 – 1863), просветен деец                            | Карта          |
| „Света Петка Търновска“   | Петка Българска (X – XI век), византийска светица                       | Карта          |
| „Село Кръвеник“           | Кръвеник, село в Севлиевско                                             | Карта          |
| „Старозагорско въстание“  | Старозагорско въстание (1875), въстание в Османската империя            | Карта          |
| „Стрема“                  | Стряма, река в Южна България                                            | Карта          |
| „Хаджи Мано Стоянов“      | Мано Стоянов (1813 – 1895), общественик                                 | Карта          |
| „Хан Кубрат“              | Кубрат (605 – 665), владетел на Стара Велика България                   | Карта          |
| „Христо Силянов“          | Христо Силянов (1880 – 1939), революционер                              | Карта          |
| „Христофор Жефарович“     | Христофор Жефарович (1690 – 1753), художник и писател                   | Карта          |
| „Царевец“                 | Царевец, местност във Велико Търново                                    | Карта          |
| „Цветан Витов“            | ?                                                                       | Карта          |
| „Червено знаме“           | Червено знаме, комунистически символ                                    | Карта          |
| „Чипровско въстание“      | Чипровско въстание (1688), въстание в Османската империя                | Карта          |